# 44-я пехотная дивизия (Российская империя)
44-я пехотная дивизия — пехотное соединение в составе российской императорской армии
Штаб дивизии: 1903: Умань, 1913: Курск. Входила в 21-й армейский корпус.

## История дивизии

### Боевые действия
Кровавую боевую страду прошёл XXI армейский корпус генерала Шкинского. Рава Русская, Сан, Завислянские высоты, Карпаты, Вислока, Радымно, Нарев, а затем озеро Свентен были обагрены кровью его храбрых полков. В 33-й пехотной дивизии особенно отличились бессарабцы (взявшие знамя у Кашицы за Вислой), а в 44-й пехотной дивизии — батуринцы при Радоставе (на подступах к Раве Русской) и переволочненцы при Клодно.— А. Керсновский. История русской армии
Сражалась в Рава-Русской операции 1914 г. Дивизия — активная участница Наревской операции 10 — 20 июля 1915 г.

## Состав дивизии
- 1-я бригада (1903: Черкассы, 1913: Курск)
  - 173-й пехотный Каменецкий полк
  - 174-й пехотный Роменский полк
- 2-я бригада (1903: Умань, 1913: Курск)
  - 175-й пехотный Батуринский полк
  - 176-й пехотный Переволоченский полк
- 44-я артиллерийская бригада (1905: Вильно, 1910: Нежин)

## Командование дивизии

### Начальники дивизии
- 01.01.1898 — 28.02.1900 — генерал-майор (с 06.12.1899 генерал-лейтенант) Ключарёв, Сергей Иванович
- 13.04.1900 — 23.12.1904 — генерал-майор (с 01.01.1901 генерал-лейтенант) Кутневич, Николай Борисович
- 23.12.1904 — 14.12.1906 — генерал-майор (с 06.12.1906 генерал-лейтенант) Ожаровский, Владимир Фёдорович
- 15.01.1907 — 31.03.1911 — генерал-майор (с 22.04.1907 генерал-лейтенант) Гейсман, Платон Александрович
- 08.04.1911 — 01.05.1914 — генерал-лейтенант Волошинов, Фёдор Афанасьевич
- 03.05.1914 — 03.04.1915 — генерал-лейтенант Добротин, Сергей Фёдорович
- 21.08.1915 — 16.11.1915 — генерал-лейтенант Веселовский, Антоний Андреевич
- 17.12.1915 — 12.07.1917 — генерал-лейтенант Цихович, Януарий Казимирович
- 12.07.1917 — 22.10.1917 — командующий генерал-майор Кулешин, Степан Иванович

### Начальники штаба дивизии
- 25.01.1898 — 20.03.1899 — полковник князь Бегильдеев, Константин Сергеевич
- 04.04.1899 — 22.11.1902 — полковник Лилиенталь, Генрих Густавович
- 16.12.1902 — 07.12.1904 — полковник фон Стааль, Николай Фердинандович
- 30.07.1906 — 17.07.1907 — полковник Кадомский, Дмитрий Петрович
- 04.08.1907 — 23.05.1909 — полковник Гаврилов, Сергей Иванович
- 01.06.1909 — 15.05.1912 — полковник Безкровный, Александр Алексеевич
- 05.06.1912 — 28.03.1913 — полковник Бредов, Николай-Павел-Константин Эмильевич
- 10.05.1913 — 20.10.1915 — полковник Беляев, Николай Семёнович
- 02.11.1915 — 03.09.1916 — и. д. полковник Чернышёв, Виктор Николаевич
- 05.09.1916 — 12.07.1917 — генерал-майор Кулешин, Степан Иванович
- хх.хх.1917 — 30.01.1918 — подполковник (с 15.08.1917 полковник) Шварц, Николай Николаевич

### Командиры 1-й бригады
- 14.01.1898 — 22.01.1901 — генерал-майор Иваницкий, Александр Яковлевич
- 07.02.1901 — 11.05.1907 — генерал-майор Троицкий, Николай Николаевич
- 06.07.1907 — 12.08.1907 — генерал-майор Барановский, Лев Степанович
- 12.08.1907 — 16.01.1913 — генерал-майор Дановский, Степан Иосифович
- 16.01.1913 — 29.07.1914 — генерал-майор Троцкий, Дмитрий Павлович

### Командиры 2-й бригады
- 14.01.1898 — 14.01.1900 — генерал-майор Лейдениус, Георгий-Вернер Густавович
- 15.02.1900 — 06.10.1903 — генерал-майор Подвальнюк, Николай Иванович
- 25.01.1904 — 20.02.1906 — генерал-майор Шредер, Адольф Оттович
- 29.03.1906 — 10.12.1908 — генерал-майор Погорецкий, Сергей Тимофеевич
- 15.01.1909 — 14.10.1912 — генерал-майор Пржилуцкий, Владимир Емельянович
- 26.10.1912 — 27.11.1915 — генерал-майор Свяцкий, Владимир Николаевич
- 27.11.1915 — 05.04.1916 — генерал-майор Дединцев (Вестерман), Николай Георгиевич (Густавович)[5]
- 26.04.1916 — 12.11.1916 — генерал-майор Савинов, Василий Николаевич
- 14.11.1916 — 02.12.1916 — командующий полковник Нащокин, Сергей Александрович
- 17.12.1916 — 21.01.1917 — командующий полковник Панченко, Сергей Амфианович
- 21.01.1917 — 29.04.1917 — командующий генерал-лейтенант Валуев, Аркадий Михайлович
- 08.05.1917 — хх.хх.хххх — командующий полковник Шевченко, Андрей Иванович

### Командиры 44-й артиллерийской бригады
В 1910 году 44-я арт. бригада была переименована в 42-ю, а 42-я — в 44-ю.
- 01.01.1898 — 21.06.1899[6] — генерал-майор Дзюбандовский, Пётр Алоизиевич[7]
- 29.12.1899 — 11.04.1903 — полковник (с 01.01.1901 генерал-майор) Сорнев, Василий Алексеевич
- 05.06.1903 — 16.08.1906 — генерал-майор Чижёв, Николай Михайлович
- 25.06.1906 — 26.04.1907 — генерал-майор Фирсов, Александр Дмитриевич
- 13.06.1907 — хх.хх.1910 — полковник (с 13.06.1907 генерал-майор) Костылев, Николай Павлович
- хх.хх.1910 — 13.05.1911[8] — генерал-майор Гаспарини, Юстиниан Леопольдович
- 13.05.1911 — 23.01.1914 — генерал-майор Пирадов, Константин Андреевич
- 23.01.1914 — 01.04.1915[9] — генерал-майор Попов, Дмитрий Дмитриевич
- 13.05.1915 — 03.06.1916 — полковник (с 17.03.1916 генерал-майор) Зайковский, Михаил Фёдорович
- 03.06.1916 — 26.06.1916 — генерал-майор Левандовский, Иван Михайлович
- 26.06.1916 — 31.03.1917 — генерал-майор Зайковский, Михаил Фёдорович
- 28.04.1917 — хх.хх.хххх — командующий полковник Левковец, Владимир Николаевич